# Запіканка (канапка)
Запіканка (пол. zapiekanka) — це відкрита канапка, виготовлена з половини багета або іншого довгого батону хліба, зверху вкритого пасерованими печерицями, сиром та інколи іншими інгредієнтами і підсмаженого, поки сир не розплавиться. Подається гарячою з кетчупом, це популярна вулична їжа в Польщі. Запіканка походить з 1970-х років і асоціюється з суворими часами польського комуністичного режиму, хоча вона користується поновленим попитом у XXI столітті, що принесло ширший спектр різновидів та якості.

## Етимологія
Польське слово zapiekanka походить від дієслова zapiekać, що означає «запікати страву так, щоб її інгредієнти поєднувалися, а зверху утворювалася хрустка скоринка», і може стосуватися різних запіканок та інших продуктів, приготованих таким чином.

## Приготування та варіації

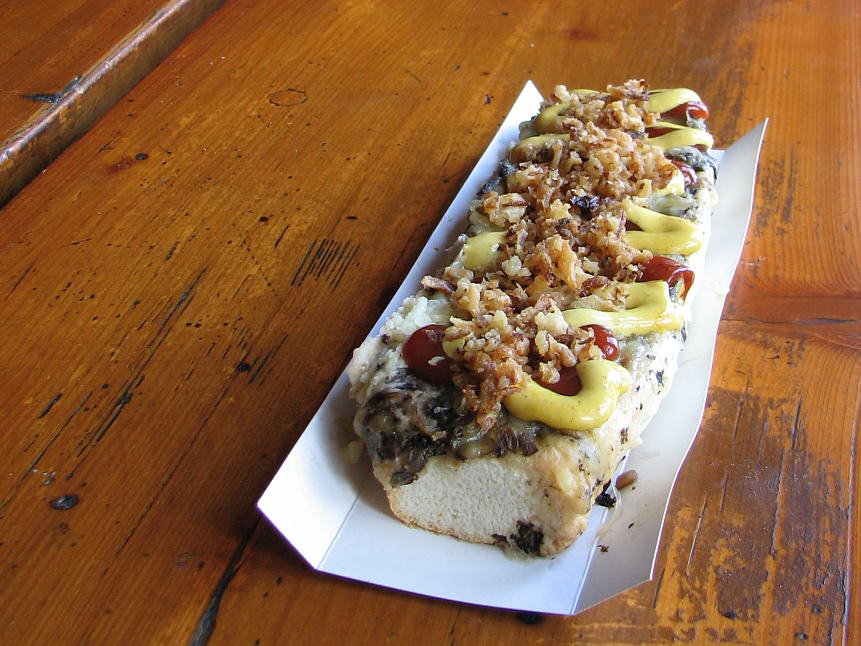
Zapiekanka вкрита кетчупом, гірчицею і порізаною підсмаженою цибулею

Типова zapiekanka виготовляється з однієї половини багета, або будь-якого іншого довгого батона білого хліба, розрізаного по довжині, як для бутерброда човника. Вона може бути до 50 см довжиною. Хліб вкритий скибочками підсмажених печериць і тертим сиром, щоб сформувати відкритий бутерброд, котрий потім підсмажується до поки, хліб не стає м'яким і сир не розплавиться. Для цього найкраще підходить твердий зрілий сир з високим вмістом жиру, який добре плавиться при нагріванні, наприклад, Гауда, Едам, Емменталь, Тільзітер або Чеддер; Польський копчений сир з овечого молока, наприклад, осципек, також є популярним вибором. Запіеканку найкраще подавати гарячою. Типовою оздобою є томатний кетчуп, котрий зазвичай розбризкується на сир у великій кількості.
Запіканки  доступні по всій Польщі у багатьох варіаціях та рівнях якості. Заморожені, розігріті в мікрохвильовій печі, зазвичай вологі і несмачні. Деякі запечені запіканки  з іншого боку, випускаються з розкішним вибором додаткових інгредієнтів та соусів, що принесло їм повагу «польської піци». Варіації включають «діабло» з беконом, маринованими огірками та гострим соусом; «Циганка» з шинкою і солодко-кислим соусом; «Грецький» з оливками та сиром фета; і «гавайський» з ананасом і соусом барбекю ; прихильники також можуть обирати свої комбінації. Хоча запіканка це насамперед вулична їжа, існують і домашні версії, наприклад, «студентська запіканка», виготовлена з хліба, сиру та всього іншого, що зараз є під рукою.

## Історія

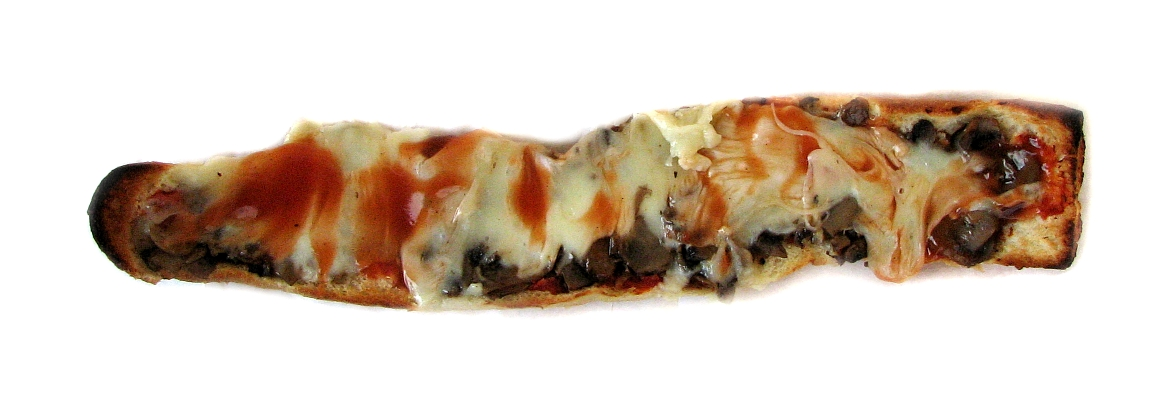
Мікрохвильова zapiekanka

Запіканки вперше з'явилися на вулицях польських міст у 1970-х роках. Під час керування Едварда Ґерека, лідера Польської об'єднаної робітничої партії, польська комуністична влада дозволила деякі види приватних підприємств в галузі громадського харчування. Цей крок призвів до швидкого розповсюдження невеликих сімейних закладів харчування, відомих як mała gastronomia  або «невелика гастрономія». Їх поширення продовжувалося і в період дефіциту продовольства протягом наступного десятиліття. Зазвичай вони мали вигляд ларьків або дорожніх причепів, перетворених у фуд-трак, в яких подавали запіканки поряд із простими стравами польської кухні, такими як  ковбаса, варена гомілка або фляки, а також стравами американського швидкого харчування, як то хот-доги, гамбургери та картопля фрі. Американська журналістка Енн Епплбом, яка вперше приїхала до Польщі в 1988 році, описала запіканку тих часів як «замінник піци» та «бідний родич її далекого італійського двоюрідного брата», «м'ясистий сендвіч з білого батону» з «кількома перепеченими грибами» під «плавленим сиром та вичавленим кетчупом», який вона все-таки їла тому що мало іншого було доступно.

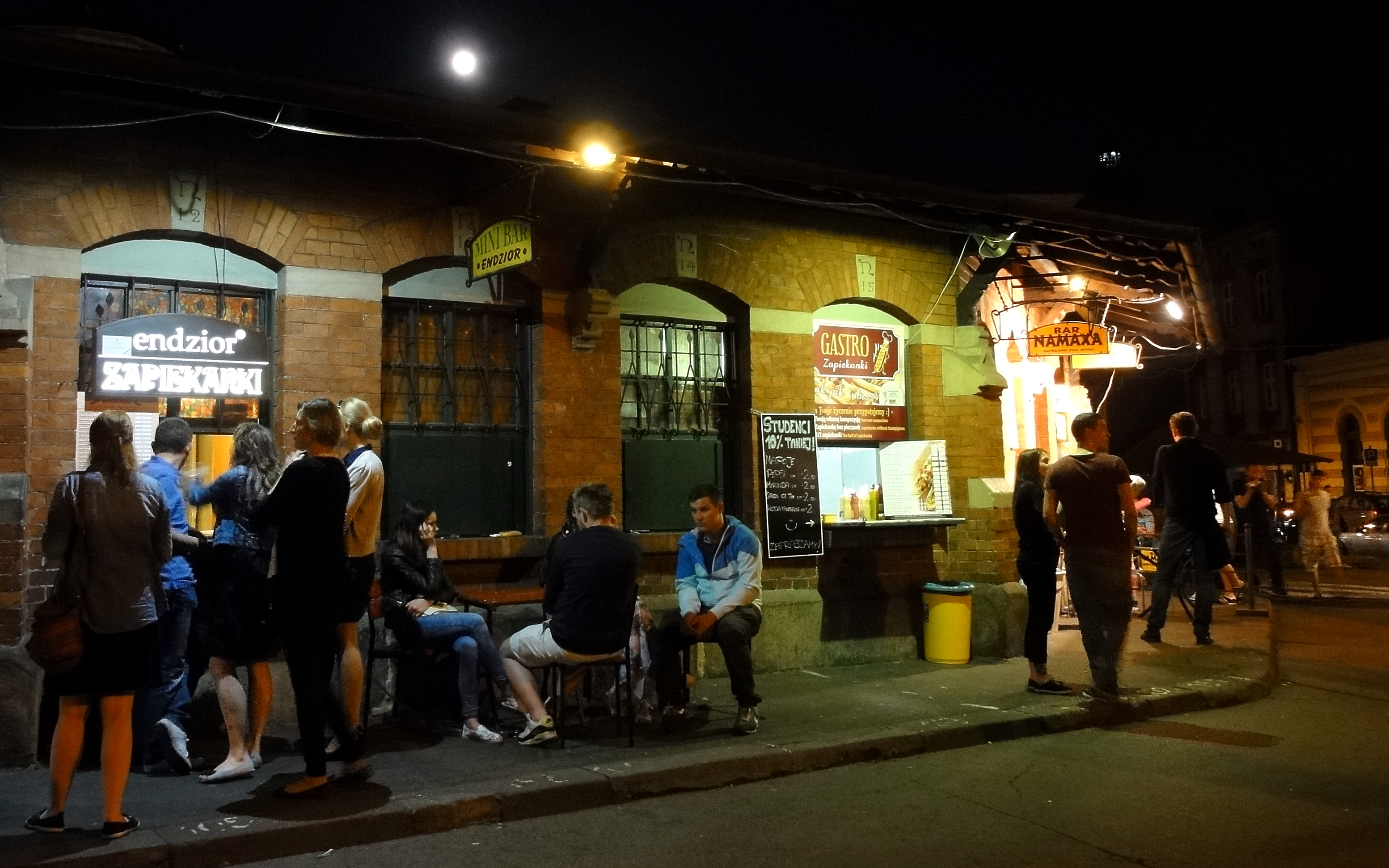
Кіоски з Zapiekanka на Плац-Нові, Казімеж (Краків), вночі

Попит на запіканки впав з впровадженням ринкової економіки у 90-х роках, але залишилась у меню деяких із тих торгових точок «малої гастрономії», які пережили конкуренцію з великими ланцюжками швидкого харчування. Декотрі ларьки з  запіканкою навіть стали культовими, наприклад, ті, що знаходяться на Plac Nowy в районі Казімеж у Кракові. Колись Казімеж занепадав після Голокосту, але отримав пожвавлення після того, як Стівен Спілберг зняв свій фільм 1993 року, Список Шиндлера, події котрого відбувались там. :133 Район став туристичною визначною пам'яткою, а потім центром нічного життя. Додекагональна цегляна будівля, побудована в 1900 році посеред площі, в якій розміщувався кошерний м’ясний магазин, тепер служить відкритим фуд-кортом, що працює в будні години, з численними кіосками, що подають всі види запіканки тим, хто розважався усю ніч на вечірках і зголоднів. :17,76

## Див.також
- Канапка
- Відкрита канапка
- Сендвіч
- Київська перепічка
- Паніно
- Гамбургер